# Tsuruhime
En aquest nom japonès, el cognom és Ōhōri.
Tsuruhime (鶴姫) o Ōhōri Tsuruhime (大祝鶴姫, 1526–1543) fou una guerrera samurai (Onna-bugeisha) del període Sengoku. Era filla d'un sacerdot del Santuari Ōyamazumi a l'illa de Ōmishima, a la província de Iyo, i va anar a la batalla diverses ocasions moguda per la inspiració divina. Això, juntament amb les habilitats marcials que demostrà, han fet que se la compari amb Joana d'Arc. No se l'ha de confondre amb Ueno Tsuruhime qui, tres dècades més tard, lideraria la càrrega suïcida, juntament amb el seu cos de trenta-quatre guerreres, contra l'exèrcit del clan Mōri al castell Tsuneyama.

## Vida

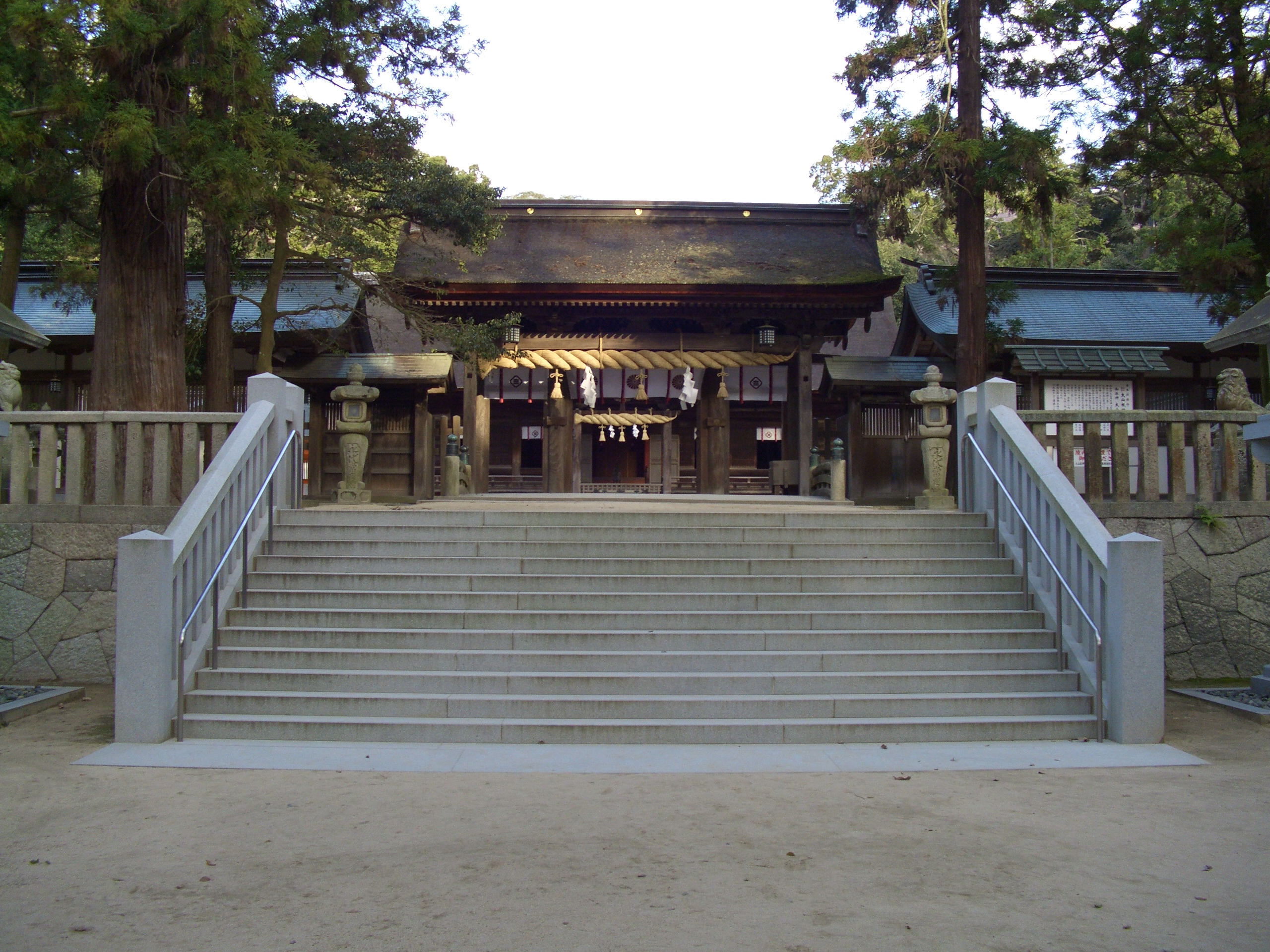
Segons la llegenda, l'esperit de Tsurihime continua protegint el santuari Ōyamazumi

Tsuruhime nasqué en 1526. En aquells moments l'illa es tobava amenaçada pel creixent poder de Ōuchi Yoshitaka de Yamaguchi, a la part continental de Honshu, i els conflictes van tenir lloc entre els Ōuchi i el Clan Kōno (河野) a Shikoku, sota la jurisdicció del qual es trobava el santuari. Els dos germans grans de Tsuruhime van morir a causa d'aquestes disputes i, quan Tsuruhime tenia 15 anys, el seu pare va morir de malaltia, per la qual cosa va heretar el càrrec de sacerdotessa i la custòdia del santuari. S'havia entrenat des de la infància en les arts marcials i, quan el clan Ōuchi van fer mobilitzar-se per envair Ōmishima, es va fer càrrec de la resistència militar. Fou ella qui dirigí l'exèrcit a la batalla i, quan els samurais d'Ōuchi van atacar l'illa el 1541, els va fer retrocedir de nou al mar obert.

Quatre mesos després els invasors van tornar i, aprofitant que el general Ōuchi, Ohara Takakoto, estava entretingut en la nau insígnia, Tsuruhime llançà un atac sorpresa. Al principi es va burlar del seu atreviment, però Tsuruhime aviat el va superar. El diluvi de hōrokubiya (焙 烙 火 矢; bombes esfèriques explosives) que llançaren els aliats de Tsuruhime destruí molts vaixells i la flota Ōuchi s'hagué de retirar. Dos anys després, als 17 anys, tornava a actuar contra un atac dels Ōuchi, però quan el seu promès va morir durant el combat, es va suïcidar asfixiant-se. Les seves darreres paraules van ser: 
 "Amb l'oceà de Mishima com a testimoni, el meu amor estarà gravat amb el meu nom." 
 La seva mort, essent tan jove, es veié envoltada d'un halo romàntic des del primer moment que la feu famosa, però no hi ha registres que suggereixin que va passar d'aquesta manera. Es diu que es conserva la seva armadura al santuari Ōyamazumi. També s'ha de saber que segons la poesia èpica i el folklore local, la seva ànima encara protegeix l'illa dels atacs i de qualsevol mal.